# Церква святого Миколая (Романівка)
Церква святого Миколая в Романівці — парафія і храм греко-католицької громади Великобірківського деканату Тернопільсько-Зборівської архієпархії Української греко-католицької церкви в селі Романівка Тернопільського району Тернопільської области.

## Історія церкви
Поселення на місці сучасного села сягає своїм корінням трипільської культури. На місці жертовника тієї епохи зараз стоїть фігура святого Архистратига Михаїла. У 1246 році в селі була збудована капличка Святого Миколая, яка згадується також у 1264 році. Вона згоріла у 1465 році.
У 1710 році збудували дерев'яну церкву, яка проіснувала до 1929 року. На початку XVIII століття парафія приєдналася до Апостольського Престолу в структурі Львівської єпархії.
Новий храм був збудований в 1929 році за проєктом архітектора-інженера Дмитра Фалендиша. Основним жертводавцем був Йосиф Кацавал, який віддав 3 морги свого поля. Будівництво тривало з 1914 по 1929 рік за активної участі парафіян.
Розпис храму у 1956 році виконав Кух, а оновив інтер'єр у 2009 році Володимир Гевко. Освятив храм у 1929 році о. Володимир Громницький.
До 1946 року парафія і церква були дочірніми і належали до парафії села Ступки.
У 1991 році парафія відновила свою діяльність у лоні УГКЦ.
Єпископські візитації парафії здійснили: у 2003 році — владика Михаїл Сабрига, у 2007 та 2010 роках — владика Василій Семенюк.
При парафії діють: братство Матері Божої Неустанної Помочі, спільнота «Матері в молитві» та Вівтарна дружина.
На території парафії розташовані фігури та хрести парафіяльного значення, зокрема: Господу нашому Ісусу Христителю, хрест до 80-ї річниці будівництва храму, Хресна дорога, грот Матері Божої, капличка, хрест при в'їзді в село та місійний хрест.

## Парохи
- о. Григорій Чубатий (з кінця XIX століття і до 1929 року),
- о. Василь Подолянчук (1929—1931),
- о. Іван Любомир Головацький (1931—1933),
- о. Володимир Ратич (з 1933 по березень 1946),
- о. Григорій Галайко (1991—1993),
- о. Василь Михайлишин (з 1993 по червень 1996),
- о. Тарас-Іван Рогач (з червня 1996 по грудень 201З),
- о. Євген Флиста (адміністратор з грудня 2013).